# 황홀한 비밀
《황홀한 비밀》(Oh, What A Night)은 미국에서 제작된 에릭 틸 감독의 1992년 코미디 영화이다. 코리 헤임 등이 주연으로 출연하였고 피터 R. 심슨 등이 제작에 참여하였다.

## 출연

### 주연
- 코리 헤임
- 바바라 윌리엄스

### 조연
- 케어 둘리
- 주느비에브 뷔졸드
- 앤드류 밀러
- 커스틴 키펄
- 조셉 지글러
- 로비 콜트레인
- 데니 도허티
- 다이아나 르블랑
- 미트라 로벳
- 레이 세거
- 찰스 헤이터
- 키스 디니콜
- 브래드 심슨
- 닐 파핏

## 기타
- 공동제작: 일래너 프랭크
- 공동제작: 레이 세거
- 의상: 루스 시코드
- 세트: 닉 디블리
- 배역: 마샤 체슬리